# Mereni, Constanța
Mereni là một xã thuộc hạt Constanța, România. Dân số thời điểm năm 2002 là 4215 người.